# Ґао Цунхуей
Ґао Цунхуей (кит.: 高從誨; піньїнь: Gāo Conghui; 891 — 1 грудня 948) — другий правитель Цзінані періоду п'яти династій і десяти держав.

## Життєпис
Був сином і спадкоємцем засновника держави Ґао Цзісіна. За його правління Цзінань послідовно була васалом Пізньої Тан, Пізньої Цзінь, Ляо та Пізньої Хань.
Після смерті Ґао Цунхуея 948 року трон успадкував його син Ґао Баожун.